# Улица Осипенко (Самара)
У́лица Осипе́нко расположена в Октябрьском и Ленинском районах города Самары. 
Начинается от набережной реки Волги (пересечение с Лесной улицей), круто поднимается вверх по берегу, пересекает улицу Циолковского, Ново-Садовую, проспект Ленина. На пересечении с улицей Мичурина прерывается и продолжается вновь уже после улицы Коммунистической, пересекается с Чернореченской улицей и заканчивается пересечением с проспектом Карла Маркса.

## Этимология годонима и история улицы
Бывшая Свято-Никольская, Ново-Никольская — по названию Николаевского мужского монастыря, находившегося на этой улице.
С 15 июля 1925 года — улица Рыкова, с 26 марта 1937 года — Ежова, 5 мая 1939 года переименована в честь советской лётчицы Полины Осипенко.

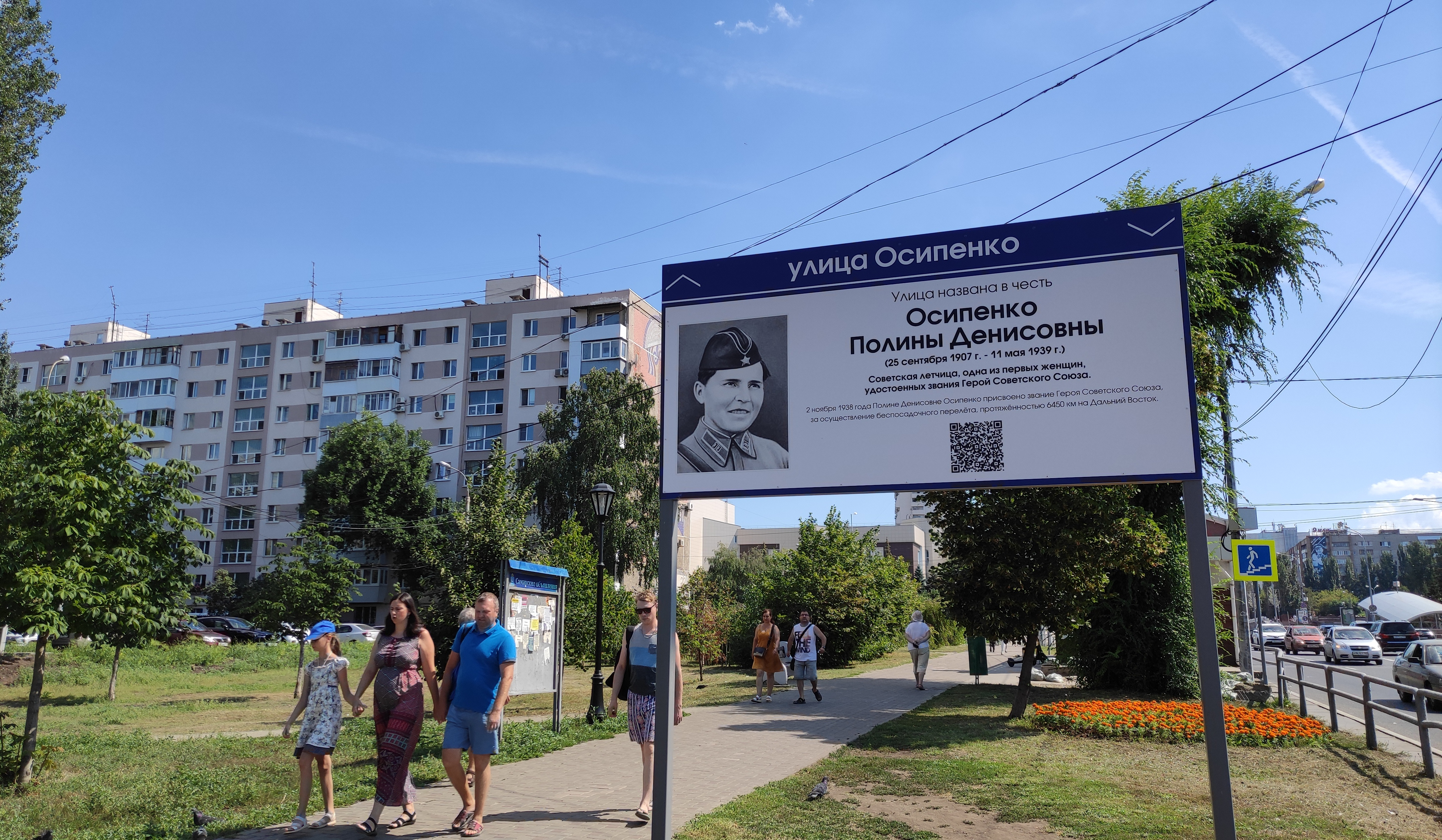
Улица Осипенко летом 2022 года

На берегу реки Волги, откуда начинается улица, в конце XIX века стояла паровая мельница муромского купца Зворыкина, позже её приобрёл купец Шадрин.
Современный вид улица приобрела в 1970—1980 годах, когда были построены многоэтажные здания, в том числе 20-этажный монолитный дом на пересечении проспекта Ленина. Этот дом построен по типовому проекту архитекторов А. Белоконя, О. Третьякова, В. Бранденбурга и инженеров А. Лурье и Е. Зафериди. Из-за своеобразного вида фасада, состоящего из переплетения мелких «зубцов»-балконов, расположенных в шахматном порядке, самарцы неофициально называют этот дом «рашпилем», «напильником», «тёркой», «кукурузой».

## Транспорт

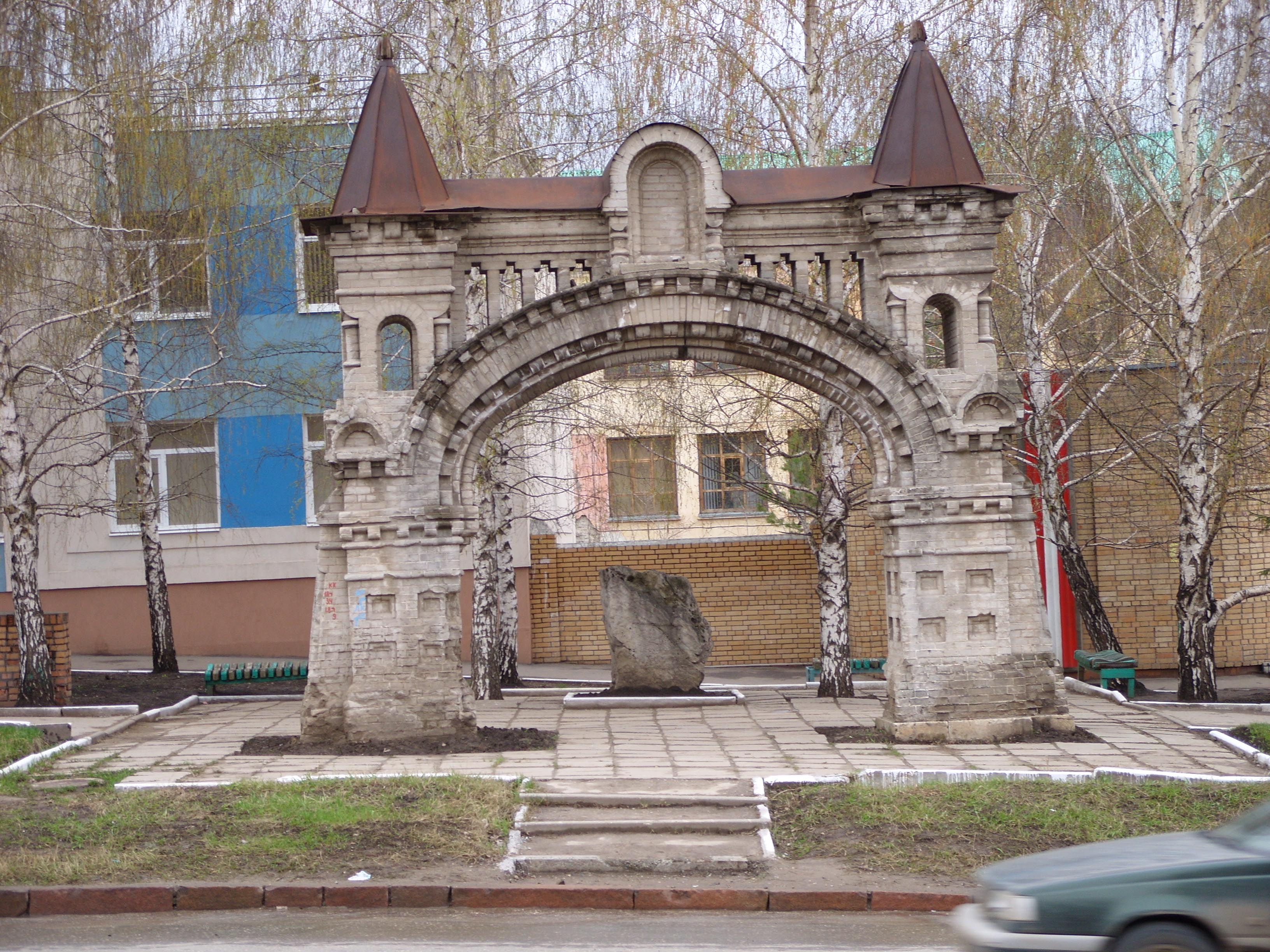
Ворота разрушенного Никольского монастыря. Находятся перед главным входом на территорию военного госпиталя

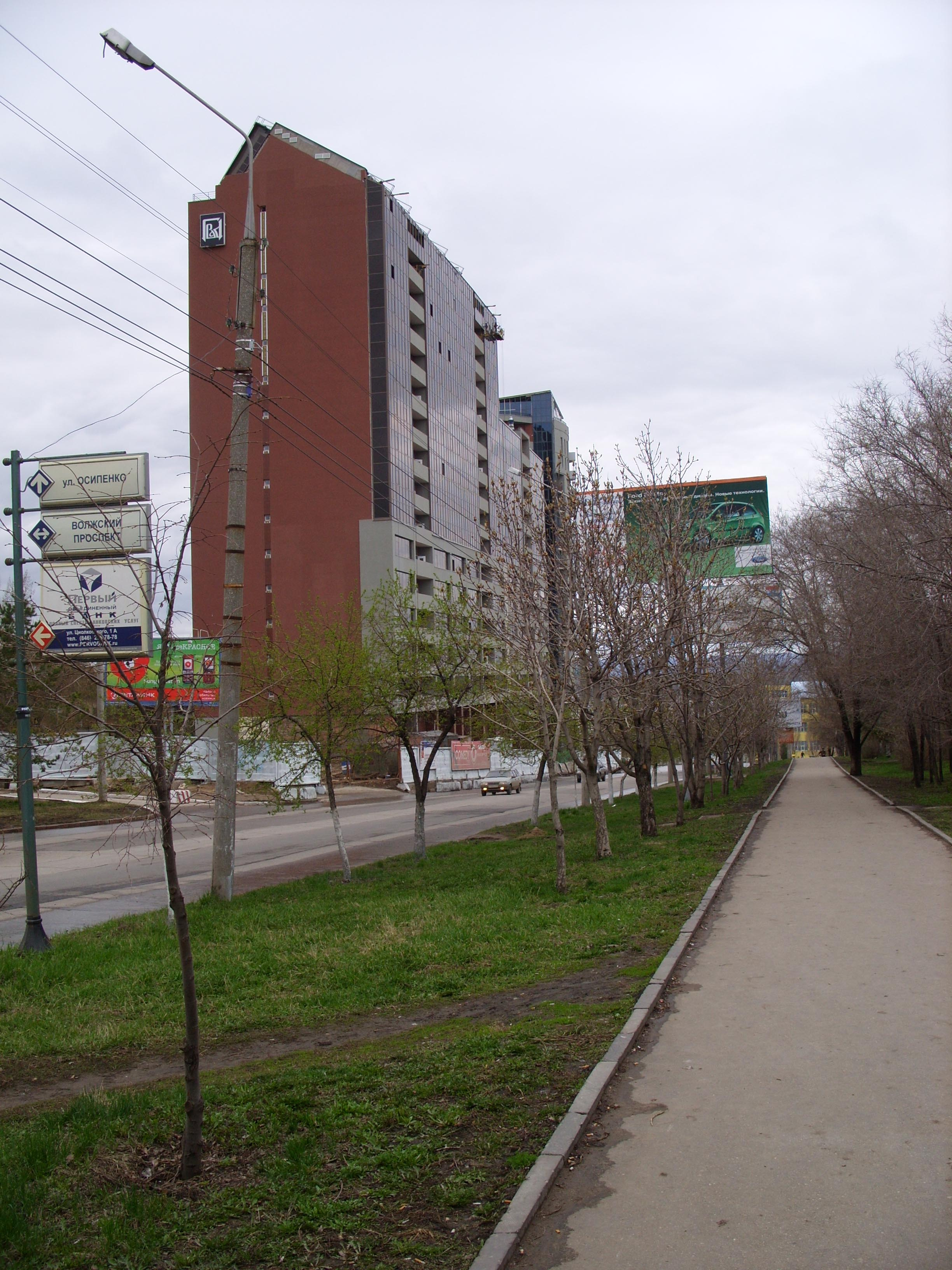
Улица Осипенко, спуск к Волге

- Автобусные маршруты: №11, № 61 (по ул. Лесной), № 2, 50 (по пр.Ленина). Ранее маршрут 61 автобуса проходил непосредственно по улице Осипенко, но из-за строительства метро был изменён.
- Маршрутные такси: 61д, 261 (по ул. Лесной);  2, 50, 97, 206, 232, 297 (по пр.Ленина), и другие.
- Троллейбус: 4, 15 (по ул.Мичурина)
- Трамваи: 4, 5, 18, 20, 20к, 22, 23 (по пр.Ленина), 3 (по Чернореченской).
- Метро: станция Алабинская (формально открыта в 2014 году, фактически в 2015).

## Здания и сооружения
- ворота Николаевского мужского монастыря, построенные А. А. Щербачёвым[источник не указан 3141 день];
- каскад фонтанов в честь 40-летия Победы;
- Памятник несовершеннолетним труженикам тыла — Площадь Героев 21-й Армии;
- в 1908 году на территории от современных улиц Осипенко до улицы Невской разместился военный лазарет (в последующем: Окружной госпиталь Приволжского военного округа, Самарский гарнизонный госпиталь Приволжско-Уральского военного округа, Клиники Самарского военно-медицинского института, ныне Филиал 354 Окружного военного клинического госпиталя Центрального военного округа. Официальный почтовый адрес — ул. Невского (параллельная улице Осипенко улица).
- дом № 32 — «рашпиль», «напильник», «тёрка», «кукуруза» — народные названия[3][2] серого 20-этажного 152-квартирного монолитного дома в стиле позднего необрутализма[4] на пересечении с проспектом Ленина, построенного в поздние советские годы (тогда это было самое высокое жилое здание в городе) по типовому проекту архитекторов А. Белоконя, О. Третьякова, В. Бранденбурга и инженеров А. Лурье и Е. Зафериди[5]. Названия пошли от своеобразного вида фасада, состоящего из переплетения мелких «зубцов»-балконов, расположенных в шахматном порядке.
- Самарская областная универсальная научная библиотека, основной корпус (адрес: проспект Ленина, 14А) и второй корпус — на пересечении с улицей Мичурина;
- здание Администрации Октябрьского района на пересечении с улицей Ново-Садовой (Ново-Садовая, 19);
- открыта новая станция метро «Алабинская» на пересечении с улицей Ново-Садовой;
- торцы жилых девятиэтажных домов № 20 и 24 по ул. Осипенко, и до́ма № 22 по ул. Ново-Садовой, чей торец также выходит на ул. Осипенко, были украшены мозаикой (в настоящее время многие фрагменты мозаики утеряны).

## Почтовые индексы
443110: чётные дома № 2-34, нечётные дома № 126—132 

443013: чётные дома 134—144, № 39,41 

443096: № 11

## События на этой улице
Фонтанный комплекс на улице Осипенко и прилегающая к нему площадь — одно из любимых мест прогулок самарцев (особенно молодёжи) в тёплое время года, а также место всевозможных мероприятий, митингов и шествий.
Сам фонтан (один из крупнейших в городе) поддерживается в рабочем состоянии с мая по октябрь, однако случаются и аварии. Например, 17 октября 2011 года из-за поломки слива чаша фонтана переполнилась, и вода полилась по улице Осипенко. Авария была вовремя ликвидирована и угрозы строящейся на ул.Осипенко станции метро «Алабинская» не возникло.